# ميرناغرد
ميرناغرد (Мирноград) هي مدينة في أوبلاست دونيتسك في أوكرانيا.
يبلغ عدد سكانها حوالي 51672 نسمة.